# Ardorf
Ardorf is een dorp in het landkreis Wittmund in de Duitse deelstaat Nedersaksen. Het dorp, op ongeveer 10 kilometer van de stad Wittmund is bestuurlijk onderdeel van die stad. Ardorf is een van de zogenaamde Hooge Loogen, dorpen in Oost-Friesland die op de hoger gelegen geestgronden in het midden van de streek liggen. Deze dorpen horen tot de oudste in de streek.
Het dorp heeft een kerk uit de 13e eeuw.
Nabij het dorp ligt, 6 km ZW van Wittmund, een militair vliegveld, Fliegerhorst Wittmundhafen, ICAO-code ETNT, met een asfaltpiste van 2.440 x 30 m. Het was in de Tweede Wereldoorlog in gebruik bij de Luftwaffe, werd verwoest en in 1950 door de Engelsen voor de Royal Air Force in NAVO-verband herbouwd, en is sinds 1963 bij de Bundeswehr in gebruik.
- Nationale Bibliotheek van Israël: 987007531141605171
- Virtual International Authority File: 146742733